# Palacio de Bruchsal
El palacio de Bruchsal (en alemán: Schloss Bruchsal), también llamado Damiansburg, es un complejo palaciego barroco ubicado en Bruchsal, Alemania. El complejo está formado por más de 50 edificaciones, entre ellas un edificio residencial de tres alas con una capilla adjunta, cuatro pabellones separados por una carretera, algunos pequeños edificios de servicios públicos y un jardín. Destaca por su elegante decoración rococó y, en particular, por la escalera de entrada, considerada como uno de los mejores ejemplos de este tipo en cualquier palacio barroco.
El palacio fue construido en la primera mitad del siglo XVIII por Damian Hugo Philipp von Schönborn, príncipe-obispo de Espira. Schönborn se apoyó en las relaciones familiares para contratar el personal que dirigiera las obras y expertos en el estilo barroco, sobre todo Balthasar Neumann. Aunque pretendía ser la residencia permanente de los príncipes-obispos, la ocuparon durante menos de un siglo.
El 1 de marzo de 1945, solo dos meses antes de que terminara la Segunda Guerra Mundial, gran parte del palacio fue destruido en un ataque aéreo estadounidense dirigido contra las instalaciones ferroviarias cercanas. Desde entonces ha sido completamente reconstruido en un proyecto de restauración que duró hasta 1996. Los interiores se han restaurado parcialmente y el palacio alberga ahora dos museos.

## Historia

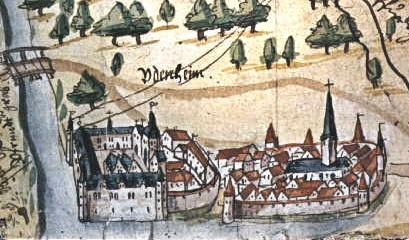
La residencia y el castillo de Udenheim en Philippsburg, 1590

Durante gran parte de su existencia y la del Sacro Imperio Romano Germánico, la ciudad de Espira (Speyer) fue a la vez una ciudad imperial libre y la sede de un  príncipe-obispo. Las dos entidades se pelearon a lo largo de su propia existencia, pero especialmente durante la Reforma protestante.  Como en algunas otras sedes de obispados alemanes, este conflicto obligaría al príncipe-obispo a abandonar la ciudad. La residencia secundaria de los príncipes-obispos era la fortaleza de Udenheim, comprada por el príncipe-obispo Emich von Leiningen en 1316. El príncipe-obispo Philipp Christoph von Sötern renombró esa residencia como Philippsburg y comenzó a fortificarla en 1617 tras la formación de la Unión Protestante. En respuesta, y con el permiso del emperador del Sacro Imperio Romano Germánico, Federico V del Palatinado, una fuerza del Palatinado, Espira y Wurtemberg destruyeron Philippsburg en junio de 1618.
Durante la Guerra de los Nueve Años, el general francés Ezéchiel du Mas, conde de Mélac, atacó y destruyó Philippsburg y luego Espira, el 1 de junio de 1689, arrasando la ciudad y el palacio episcopal. Los ciudadanos de Espira no estaban dispuestos a permitir la reconstrucción de la propiedad eclesiástica e incluso la impidieron violentamente en 1716. El príncipe obispo Heinrich Hartard von Rollingen trasladó su sede a Bruchsal y reconstruyó una residencia familiar ubicada allí. El Obispo coadjutor de Rollingen y, sucesor de Espira en 1719, Damian Hugo Philipp von Schönborn, deseaba reconstruir el palacio episcopal en Espira . Damian Hugo fue rechazado por la ciudad, aunque para entonces había quedado fascinado por el paisaje de Bruchsal y decidió construir un nuevo palacio al norte de las murallas de la ciudad. Contrató los servicios de Maximilian von Welsch, arquitecto de la corte de su tío, Lothar Franz von Schönborn, el elector de Mainz, que iba a trabajar en los planos para el palacio de Bruchsal junto a Friedrich Karl von Schönborn, hermano de Damian Hugo. Welsch presentó los planos del palacio de Bruchsal a Damian Hugo en septiembre de 1720, mientras visitaba la corte de su tío en Palacio Favourite. Impresionado, el príncipe-obispo aprobó el inicio de las obras y en 1721 contrató a Johann Georg Seitz, un capataz que trabajaba para otro Schönborn. La piedra angular del palacio se colocó en 1722 en el lado norte de la cour d'honneur en lo que sería el ala de la Cámara (Kammerflügel).

### Construcción

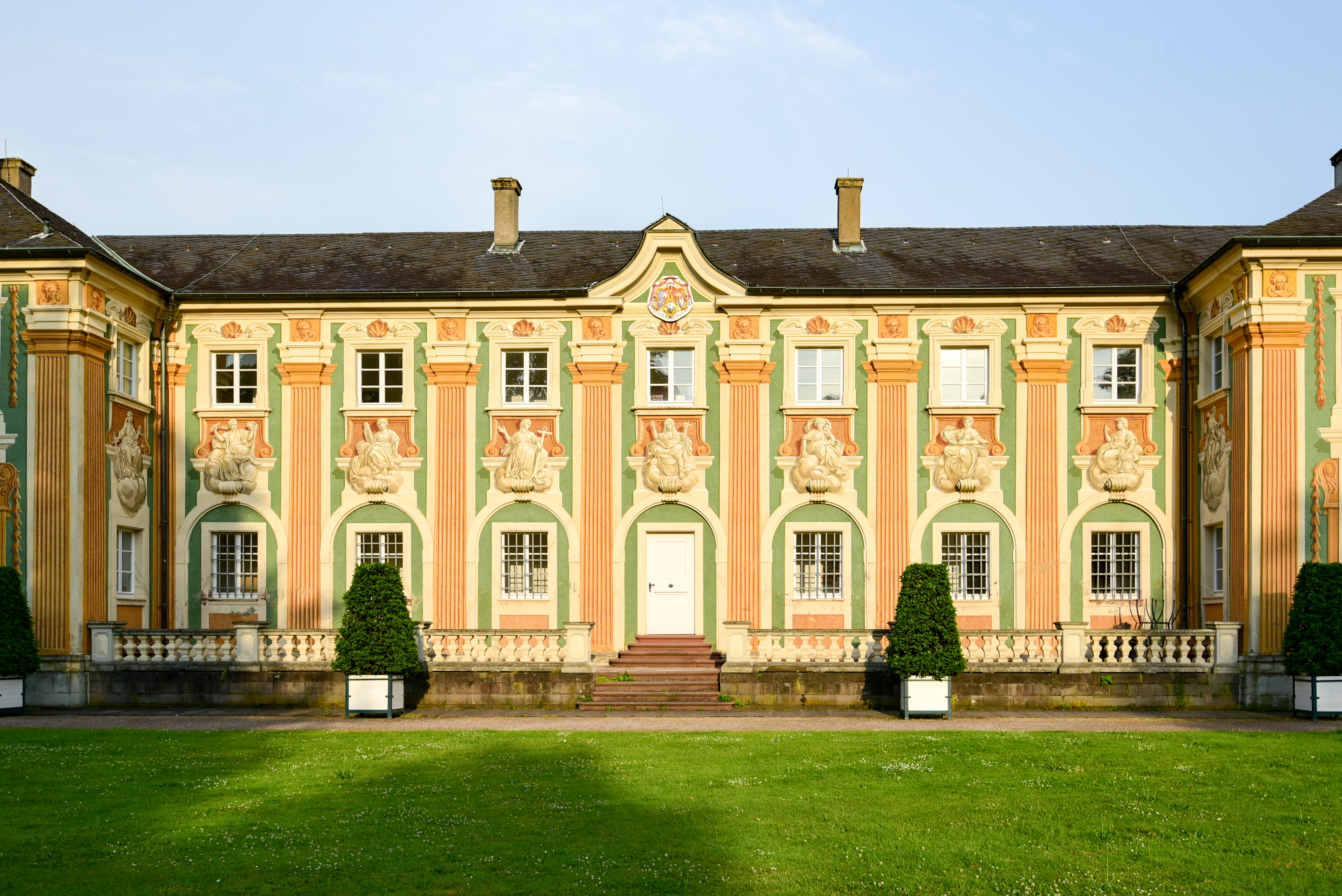
La orangeria del norte, construida por Johann Rohrer en 1725

Los cimientos del ala de la Cámara se terminaron en 1723, momento en el que se completaron los establos y los pabellones al borde de la carretera. Sin embargo, después de dos años de trabajo, Seitz se fue a su lugar de trabajo original, Wiesentheid. Damian Hugo luchó por quedarse con Seitz hasta junio de ese año, cuando cedió y contrató a Johann Michael Ludwig Rohrer. Rohrer era un maestro albañil de Rastatt, empleado en la corte de Francisca Sibila Augusta de Sajonia-Lauemburgo, que no sólo estaba en la Diócesis de Espira, sino que también era una amiga personal. Durante 1724, Rohrer construyó la orangerie del complejo y la galería que conecta el corps de logis con el ala de la iglesia, concluida en 1725. El príncipe-obispo se trasladó al ala de la Cámara al año siguiente y permanecería allí hasta que se terminara el beletage (legado) en 1730.
La planta final para el corps de logis no fue elaborada hasta 1725 por Rohrer y Welsch, con algunas aportaciones del joven estudiante de este último, Anselm Franz von Ritter zu Groenesteyn. Durante ese año, Groenesteyn reemplazó a Rohrer como arquitecto principal y construyó el primer piso del corps de logis. Damian Hugo, sin embargo, se dio cuenta de que con el plan existente no tendría espacio para sus camerinos ni para las dependencias de servicio. En 1726, mientras Groenesteyn estaba ausente de la corte, el príncipe-obispo construyó un entrepiso (mezzanina) entre el primer y segundo piso diseñados. Esta adición hizo imposible el plan de Groenesteyn para la escalera y renunció cuando no pudo idear un nuevo plan. Pronto le siguieron Rohrer, que había caído enfermo y fuera del favor de Damian Hugo en 1727, y Antonio Gresta, encargado de pintar los frescos de la Hofkirche, quien también enfermó en 1727 y murió poco después. La construcción del resto del palacio continuó según los planes de Rohrer, pero bajo la dirección de un arquitecto llamado Johann Georg Stahl, anteriormente maestro carpintero.
Damian Hugo se quejó de la situación ante Lothar Franz von Schönborn. Al servicio de Lothar Franz estaba el arquitecto Balthasar Neumann, que acababa de completar una ampliación de los jardines del palacio de Weißenstein. Damian Hugo contrató a Neumann como su nuevo maestro arquitecto en 1728, pero en realidad no pudo hacerse cargo debido al ascenso de Friedrich Karl von Schönborn al príncipado obispado de Würzburg y su empleo en la residencia de Wurzburgo. Mientras tanto, y de nuevo siguiendo una recomendación de Francisca Sibila, Damian Hugo contrató al pintor italiano Cosmas Damian Asam en mayo de 1728 para reemplazar a Gresta. En octubre de ese año, Asam pidió permiso para irse a casa durante el invierno. En las siete semanas que había estado en el trabajo, Asam cambió el diseño de Gresta suponiendo que esos cambios habían sido aprobados por Damian Hugo. Esto fue un error. El príncipe-obispo, asumiendo que Asam no habría logrado mucho en el tiempo que había estado en el trabajo, se sorprendió al ver lo contrario. Aunque inicialmente enojado, el príncipe-obispo perdonó a Asam ya que estaba impresionado con la habilidad del pintor y recompensó su trabajo con una cacería. Otro pintor, Judas Thaddäus Sichelbein, no tuvo tanta suerte y fue despedido en 1732. Cuando Neumann finalmente llegó a Bruchsal en marzo de 1731, se le encomendó ante todo el diseño de una nueva escalera. Lo logró en 1731-1732, creando una de las escaleras más famosas del mundo. En julio de 1732, Damian Hugo contrató a Giovanni Francesco Marchini para pintar los exteriores de los otros edificios del complejo del palacio con falsa mampostería. Marchini también pintó los frescos de la Entrada y de la gruta detrás de ella. De 1737 a 1743, Neumann y Stahl construyeron la caseta de vigilancia, la oficina de caza, el arsenal y la torre adjunta a la Hofkirche. La propia Hofkirche se terminó en 1739.
El corps de logis se completó en 1743, pero Damian Hugo murió ese mismo año. Fue sucedido por Franz Christoph von Hutten, quien encontró el ala de la Cámara aún sin terminar. Neumann y Stahl, ahora sucedido por su hijo Leonhard, continuaron trabajando en Bruchsal con Hutten. Hutten ordenó la renovación de gran parte del corps de logis en estilo rococó a partir de 1751 y hasta 1754.. En 1751, Johannes Zickfue contratado por Hutten siguiendo una recomendación de Neumann, para quien Zick había trabajado en Wurzburgo, para pintar la cúpula sobre la escalera de Neumann. Otro empleado de Neumann, Johann Michael Feuchtmayer, fue contratado en 1752 para crear el estuco rococó que Hutten deseaba. Él y Zick trabajaron juntos hasta 1756, por ejemplo realizando la sala de Mármol.
Leopold, Maria Anna y Wolfgang Amadeus Mozart visitaron el palacio de Bruchsal en julio de 1763 para comenzar un recorrido por el Rin. Leopold escribió sobre el palacio el 19 de julio: «La residencia de Bruchsal es digna de ver, sus habitaciones son del mejor gusto, no numerosas, pero tan nobles, indescriptiblemente encantadoras y preciosas».

### Declinar

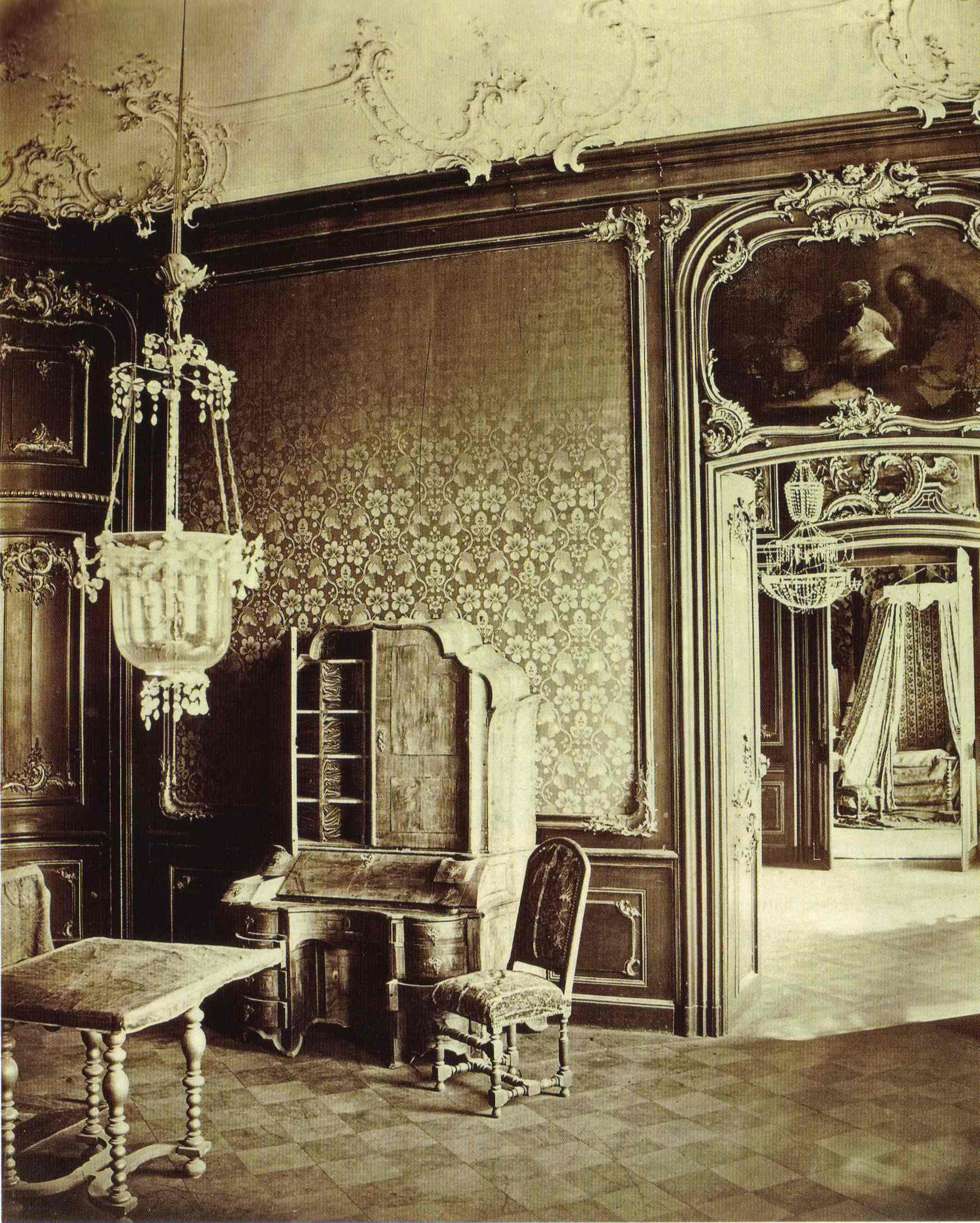
Una fotografía de 1870 del interior del palacio

Como resultado de las guerras de Coalición, el príncipado-obispado de Espira y el vecino margraviato de Baden se vieron obligados a ceder su territorio en la margen izquierda del Rin a Francia. Según el Tratado de Campo Formio, Baden debía ser compensada con nuevo territorio, y esto se llevó a cabo. Baden recibió siete veces la cantidad de tierra que había perdido, a expensas de Austria y de algunos estados eclesiásticos como el príncipado-obispado de Espira. Esta concesión fue confirmada en febrero de 1803 por la Reichsdeputationshauptschluss, aunque Baden pronto se elevó a un Gran Ducado de Baden. El gobernante de Baden, Carlos Federico, ocupó sumariamente Bruchsal y forzó la salida del último príncipe-obispo, Philipp Franz von Walderdorf. Carlos Federico disolvió el principado de Espira y trasladó gran parte del mobiliario del palacio de Bruchsal a Karlsruhe, aunque otorgó a Walderdorf una pensión de 200.000 florines y le permitió residir en Bruchsal en los inviernos.
Cuando Carlos Luis,el heredero de Baden, falleció en 1806, Walderdorf compartió Bruchsal con la viuda del Gran Duque, Amalia de Hesse-Darmstadt —y con su hija soltera, Amalia Cristiana de Baden—, ya que había sido reemplazada en la corte por su nuera Estefanía de Beauharnais. Amalia pasaba de tres a cuatro meses de cada verano en el palacio, tiempo que pasaba en tan constante monotonía que a menudo tomaba vacaciones para escapar. La estancia de Amalia en Bruchsal y su mantenimiento corría por cuenta de ella. El viajero de principios del siglo XIX Charles Edward Dodd, que visitó el palacio alrededor de 1818, describió su «esplendor desierto» en el que «las damas alegres de la corte [de la princesa Amalia] se quejan amargamente de su magnífica tristeza». Otros dos visitantes contemporáneos, Federico Guillermo III de Prusia y la emperatriz rusa Isabel Alexeievna, también notaron el gracioso estado del palacio de Bruchsal. Sin embargo, la ciudadanía de Bruchsal adoraba a Amalia y lamentó su muerte el 27 de julio de 1832.
Después de la muerte de Amalia de Baden, el palacio de Bruchsal se utilizó para innumerables propósitos mientras se deterioraba constantemente. En 1849, durante la Revolución de Baden, la planta baja del corps de logis se utilizó para un cuartel y más tarde un hospital militar para soldados prusianos.
En 1869, dos años antes de que el palacio desapareciera de las guías turísticas en Alemania, el Ministerio del Interior del Gran Ducado de Baden hizo planes para trasladar un seminario católico al palacio. Se planeó una renovación importante para adaptarse a la escuela, pero duró poco. Una década más tarde, en 1880, el joyero de la corte del landgrave de Hesse escribió al gobierno de Baden en nombre del vizconde de Montfort, un aristócrata parisino. El vizconde deseaba residir en el palacio y renovarlo, pero su solicitud fue rechazada. A partir de este momento, se tomaron cientos de fotografías de alta calidad de los interiores del palacio.
Se llevó a cabo una restauración de los terrenos del palacio en Bruchsal desde 1900 hasta 1909 bajo la dirección del historiador de arte alemán Fritz Hirsch.
El Gran Ducado de Baden se disolvió el 9 de noviembre de 1918 y fue seguido por la abdicación del Gran Duque Federico II el 22 de noviembre.
El beletage (legado) se abrió al público como una muestra permanente de los tesoros del palacio en la década de 1920.

### Destrucción y restauración

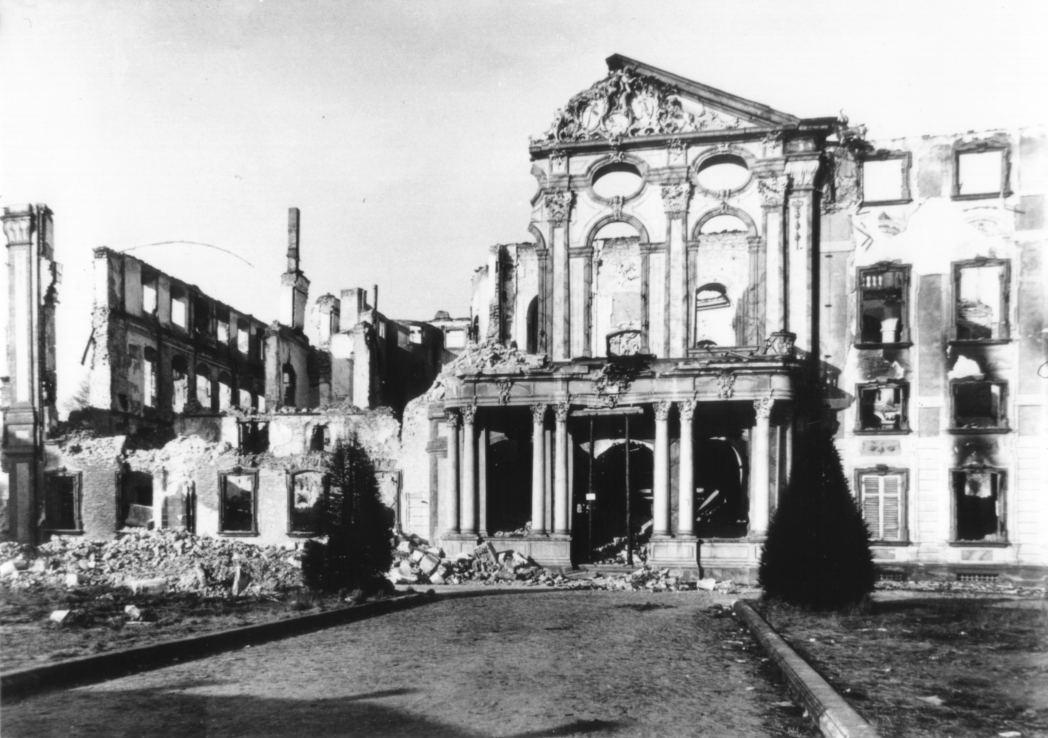
Ruinas del Palacio Bruchsal en 1945

En los últimos días de la Segunda Guerra Mundial, las Fuerzas Aéreas del Ejército de los Estados Unidos bombardearon Bruchsal para inutilizar sus instalaciones ferroviarias. En una incursión del 1 de marzo de 1945, el 379.º Grupo de Operaciones Expedicionarias atacó y destruyó la playa de maniobras de la ciudad. El 80% de la ciudad fue destruida, al igual que el palacio de Bruchsal, incinerado justo hasta la escalera y parte de la fachada. La reconstrucción, con la ayuda de las fotografías tomadas a finales del siglo XIX, comenzó al año siguiente con la reconstrucción de algunos de los edificios menores para proporcionar oficinas administrativas y viviendas temporales. En 1947, se inició el trabajo en la edificación residencial en el ala de la Cámara. El caparazón del corps de logis fue reconstruido desde 1953 hasta 1956, aunque el ala de la Iglesia fue demolida en 1959.
El palacio fue reabierto el 28 de febrero de 1975, aunque la reconstrucción de las fachadas duró dos años más. La reconstitución de los numerosos frescos del palacio continuó hasta 1996.
Para conmemorar el 50.º aniversario de la amistad franco-alemana, el presidente francés François Mitterrand y el canciller alemán Helmut Kohl se reunieron en el palacio de Bruchsal el 12 de noviembre de 1987.
El 12.° Festival de Jardines DiGA se celebró aquí del 25 al 27 de mayo de 2018.

## Arquitectura

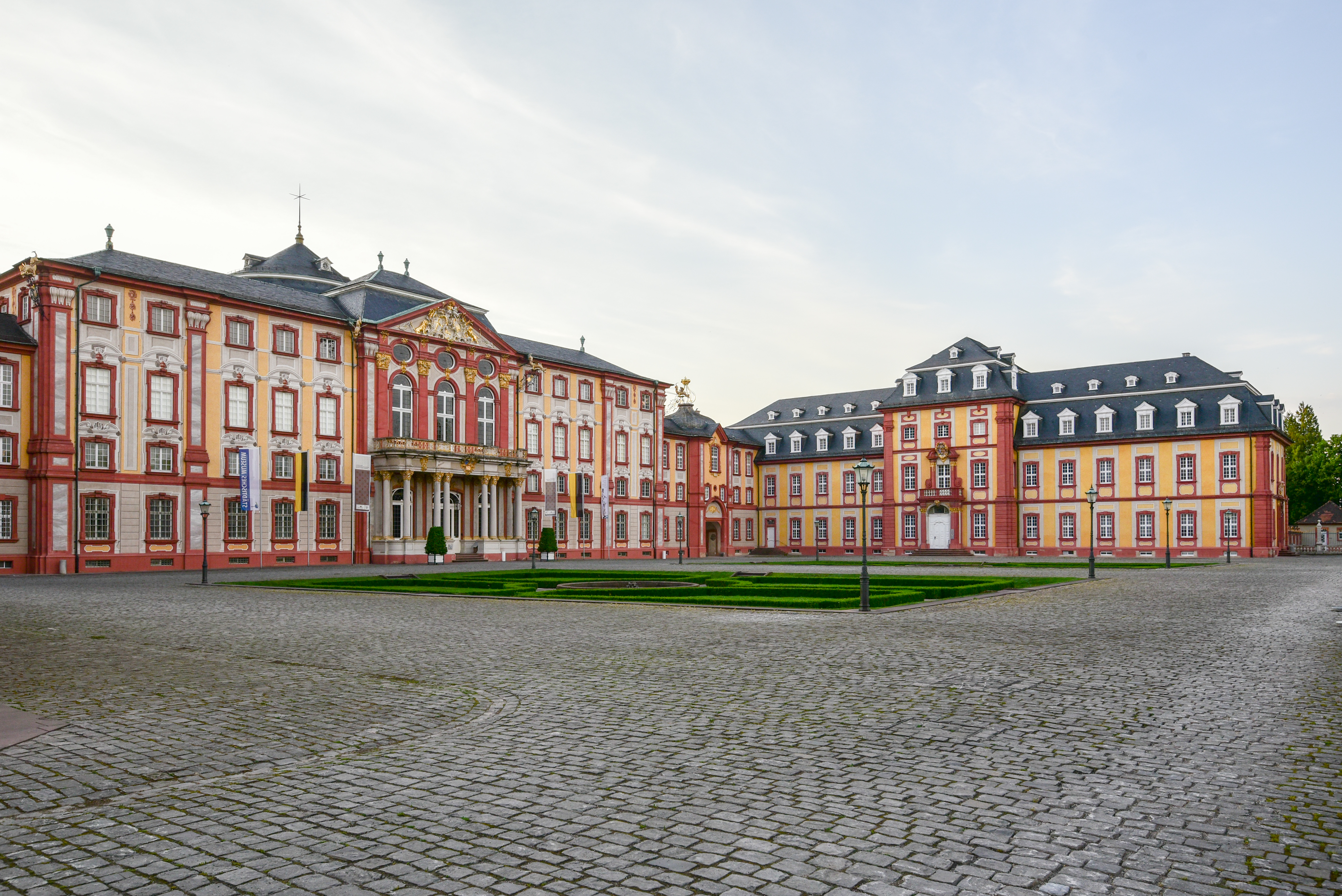
El corps de logis y el ala de la Cámara

El conjunto es llamado a veces Damiansburg (castillo de Damian), en honor a Damian Hugo von Schönborn, quien construyó el palacio con métodos y propósitos poco convencionales. Damian Hugo construyó el palacio con una cuidadosa financiación y una dependencia de la industria local, lo que le permitió mantener un ingreso anual positivo a pesar del costo de la construcción. Además, el palacio fue construido de ladrillo en respuesta a la destrucción francesa por el fuego del palacio episcopal en Espira.
Los exteriores de varios de los edificios de ladrillo del complejo del palacio están pintados para que parezcan hechos de mampostería. Las fachadas de las dos alas del corps de logis están definidas por un avant-corps, formado por un balconada sobre una puerta, y están distinguidas por pilastras que también forman las esquinas de los edificios.
A pesar del amor de Damian Hugo por la estética barroca vienesa y del trabajo de Balthasar Neumann, el palacio de Bruchsal también refleja una influencia westfaliana y neerlandesa, gracias a Johann Conrad Schlaun. Damian Hugo comenzó con un proyecto de estilo francés en 1720, pero cambió sus planes después del Cónclave Papal de 1721 e incorporó además influencias italianas, neerlandesas e inglesas. Los interiores del palacio de Bruchsal comparten muchas similitudes con la residencia de Wurzburgo. La ornamentación de estuco en el interior, en su mayoría de estilo rococó, tiene influencia francesa.
Para ahorrar dinero, Damian Hugo utilizó a los mismos arquitectos que en otros proyectos de la familia Schönborn. Uno de ellos fue Balthasar Neumann, autor de la residencia de Wurzburgo, el palacio de los hermanos de Damian Hugo. Neumann trabajó en Bruchsal como arquitecto en jefe desde 1731 hasta su muerte en 1753. El frugal Damian Hugo fue sucedido por Hutten, quien aportó pompa y elegancia a Bruchsal. Renovó el segundo piso en estilo rococó de 1751 a 1754. Cuando Leopold Mozart lo visitó en 1763, describió a Bruchsal como «del mejor gusto».
Damian Hugo no conocía personalmente a prácticamente ninguno de los artesanos que trabajaron en el palacio Bruchsal y confiaba en las recomendaciones de familiares y amigos como la duquesa Francisca Sibila Augusta de Sajonia-Lauemburgo, la margravina de Baden. Johann Rohrer, Cosmas Damian Asam y Egid Quirin Asam estaban entre los hombres recomendados a Damian Hugo por la margravina.
Desde 1725 hasta su destitución en 1727, Rohrer preparó 717 planos para el Palacio Bruchsal, 63 de los cuales eran solo para la Hofkirche.
La sala de música de cámara, decorada en estilo Luis XVI, representa un experimento del neoclasicismo temprano.
Las renovaciones en la década de 1970 revelaron los frescos barrocos originales de la «sala de hojas» (Laubenzimmer). Se cree que fueron pintados por Marchini, ya que se asemejan a su obra para Damian Hugo en Schloss Favorite in Rastatt en 1718. El diseño en sí, celosías de madera entrelazadas con enredaderas y pájaros, es un diseño italiano que se originó en los siglos XVI y XVII.
El arquitecto e historiador de arte alemán Cornelius Gurlitt elogió ampliamente el artificio del palacio de Bruchsal en su obra de 1889 Das Barock- und Rococo-Ornament Deutschlands [El ornamento barroco y rococó de Alemania ].

### Planta baja
Formando la entrada al palacio hay un vestíbulo de entrada llamado la Intrada, que contiene un fresco en el techo de personificaciones de las siete virtudes que derrotan a los siete pecados obra de Giovanni Francesco Marchini, responsable además de la mayoría de las pinturas de la planta baja. Encima de los pilares hay unas galerías con ventanas de los cuartos de servicio, que no estaban previstas en los planos del palacio y fueron forzadas por Damian Hugo Philipp von Schönborn en 1726, y que obligaron a un rediseño de la escalera.
Encerrada por la gran escalinata de Balthasar Neumann está la Grotto, tenuemente iluminada a imitación de una cueva y decorada por Marchini con murales de plantas, conchas y deidades del río debajo de un fresco en el techo que representa un cielo lleno de pájaros. El trabajo de Marchini en la Gruta, aunque todavía enrojecido por el fuego, fue restaurado después de la Segunda Guerra Mundial, pero no así el del vecino Garden Hall, que sobrevivió a la guerra pero sufrió daños por entrada de agua y las heladas. El fresco del techo permanece sin restaurar en una exposición permanente de la destrucción del palacio en 1945.

### Escalera
Entrando por detrás de la Intrada y rodeando la gruta está la escalera, construida por Balthasar Neumann entre 1731 y 1732.  El proyecto de 1725 de Anselm Franz von Ritter zu Groenesteyn para el palacio era ordinario, quizás inspirado en el turinés Palazzo Carignano, pero el príncipe-obispo Damian Hugo agregó un entrepiso entre el primer y segundo piso para dejar espacio a sus camerinos y a las habitaciones para su personal de servicio. Al hacerlo, la escalera diseñada entonces era demasiado corta para llegar al segundo piso y Groenesteyn no pudo corregir el problema. En 1731, Balthasar Neumann se puso a trabajar para salvar el vacío, redactando un diseño para una escalera de caracol, una característica que no había sido común en la arquitectura alemana desde la Edad Media. Neumann también extendió el rellano superior para conectar las dos cámaras del [Piano nobile|beletage]] y así formó un óvalo que luego envolvió con un par de escaleras. Esta escalera, desde su construcción, ha sido objeto de muchos elogios. El destacado historiador de arte y arquitectura Nikolaus Pevsner tenía en alta estima el palacio de Bruchsal, y especialmente su escalera. De esta última, escribió en An Outline of European Architecture:

Pero la escalera de Bruchsal es única. Las palabras difícilmente pueden volver a evocar la encantadora sensación que uno experimenta al subir uno de sus dos brazos. [...] Bruchsal, con su perfecta unidad de espacio y decoraciones, fue el punto culminante del estilo barroco.
But the staircase at Bruchsal is unique. Words can hardly re-evoke the enchanting sensation that one experiences in walking up one of its two arms. [...] Bruchsal with its perfect unity of space and decorations was the high-water mark of the Baroque style.

### Segunda planta

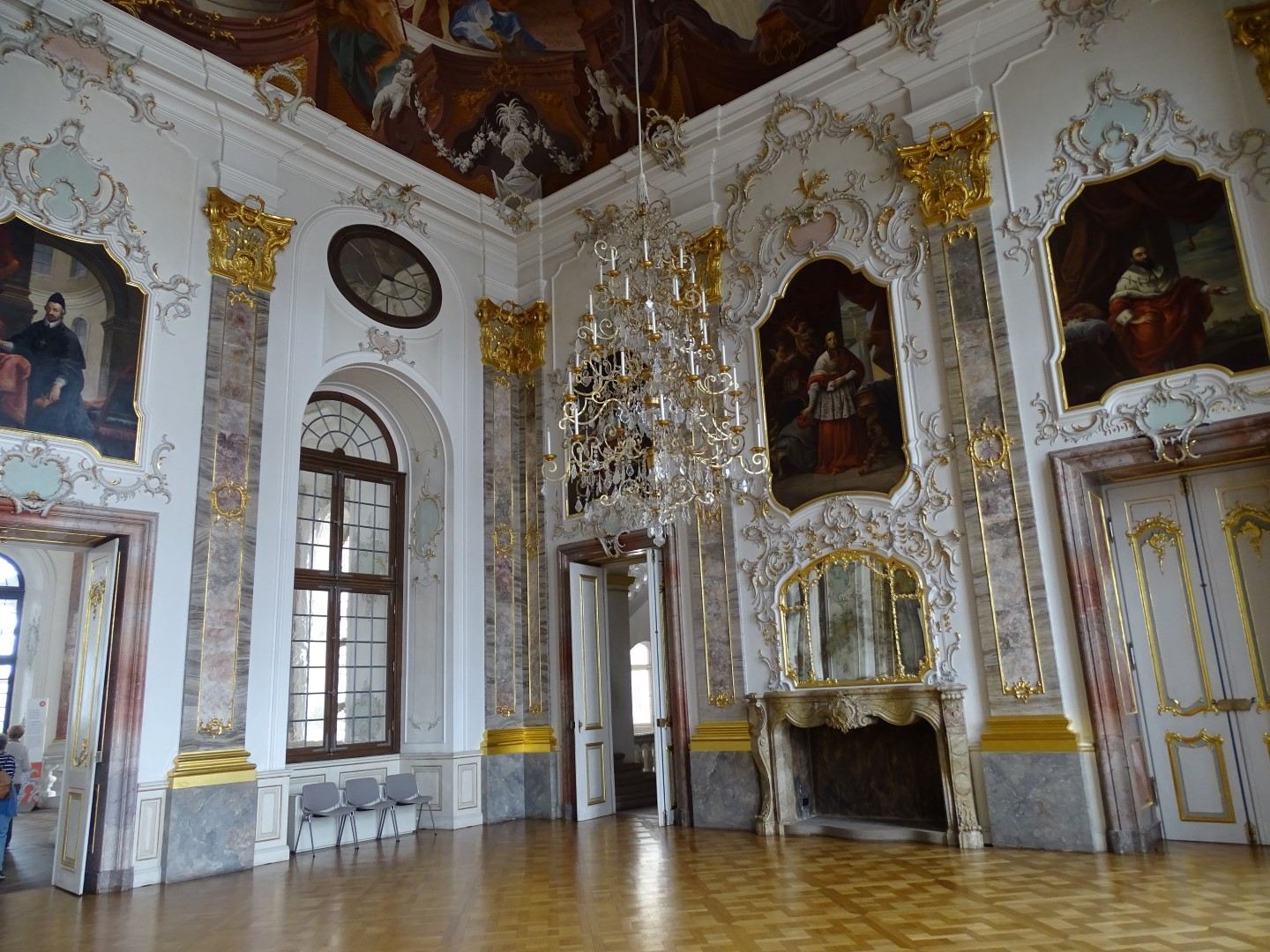
Un rincón de la Prince's Hall, que recuerda al Hôtel de Soubise

Sobre la escalera hay un enorme fresco que cubre toda la cúpula, pintado por Johannes Zick en 1752. El fresco de Zick documenta y glorifica los proyectos de construcción de los príncipes-obispos Damian Hugo von Schönborn y Franz Christoph von Hutten. Las figuras masculinas en el fresco representan a la Arquitectura y la Construcción, mientras que las figuras femeninas representan la Pintura y la Escultura. Se cree que a la izquierda de von Hutten están los dos capataces de la construcción del palacio, Johann Georg Stahl y su hijo, Johann Leonhard.
La entrada a la segunda planta es una gran cámara con cúpula en la parte superior de las escaleras decoradas por artistas que habían trabajado anteriormente en la residencia de Wurzburgo. El tallista de madera Ferdinand Hundt creó los paneles, Johann Michael Feuchtmayer produjo el estuco y Johannes Zick pintó los frescos. El fresco del techo de Zick representa la historia de los obispos de Espira, comenzando con Jesse en el siglo IV y terminando con Damian Hugo y Hutten, quienes son retratados como mecenas de las artes y la arquitectura.
El salón del Príncipe (Fürstensaal) es uno de los dos salones de baile sobre el beletage; es el meridional de los dos. La sala también funciona como un ahnentafel, con retratos de los príncipes-obispos desde Eberhard von Dienheim hasta Wilderich de Walderdorf, el último príncipe-obispo. El otro salón, al norte, es el salón de Mármol. Cuenta con un enorme fresco en el techo pintado por Johannes Zick y su hijo Januarius. El estuco, la chimenea y los espejos del salón del Príncipe son de naturaleza francesa, y se asemejan al interior del Hôtel de Soubise, aunque también al monasterio de San Florián de Austria.
Los apartamentos en el lado sur del edificio principal fueron remodelados por Johann Michael Feuchtmayer para Hutten en la década de 1760. Walderdorff vivió en ellos desde su abdicación como príncipe-obispo en 1802 hasta su muerte. El apartamento estatal meridional se abre con una antecámara que conserva algunos ejemplos sobrevivientes del estuco rococó original, muebles de Abraham Roentgen y algunos de los tapices más antiguos de la colección del palacio. A continuación está la sala de audiencias del príncipe-obispo, que también tiene muebles originales retirados del palacio en 1939. Entre esos elementos se encuentra un retrato de tamaño natural de Hutten pintado por Johann Nikolaus Treu. Más allá del dormitorio se encuentra el gabinete Watteau, que se usa como guardarropa, destruido durante la Segunda Guerra Mundial, y la habitación del chambelán del príncipe-obispo.
Los apartamentos privados del último príncipe-obispo son comparativamente modestos en comparación con las otras enfiladas del beletage. Las habitaciones más privadas estaban marcadas con bodegones, paisajes o pinturas de género sobre las puertas, como los bodegones sobre las puertas del comedor. En la sala de la galería se muestran una serie de pinturas y muebles propiedad del príncipe-obispo hasta su reubicación en el siglo XIX. La última de las habitaciones de esta suite es la sal Azul, decorada en 1810 con sedas azules para Federica de Baden. Las salas alojan dos tapices de las Metamorfosis de Ovidio, que representa a Leda y Europa.
El departamento estatal septentrional también comienza con una antecámara adjunta al Salón de Mármol, adornada con relieves de estuco de caza y pesca. Esta sala también alberga el Groteskenfolge, una serie de tapices de seis partes realizada entre 1685 y 1717 por la manufactura de Philippe Behagle en Beauvais. La siguiente habitación está decorada de manera similar, pero con instrumentos musicales y una pintura sobre la puerta que representa la historia de Mucio Escévola. La sala más grande de la suite es la sala del trono, decorada con más tapices. Entre el salón del trono y el dormitorio de la suite hay una capilla.
Amalia Cristiana de Baden renovó su apartamento en 1806 en el estilo Imperio. Su antecámara tiene cuatro tapices de escenarios exóticos realizados por la fábrica de Aubusson. Junto a esta se encuentra la sala de audiencias de Amalia, que tiene más pinturas de la colección original del palacio y muebles de fabricación francesa. A continuación está la sala Amarilla, una sala de estar con más tapices, realizada en Bruselas entre 1550 y 1575. La última habitación del apartamento de Amalia es su dormitorio, que se amuebló de 1810 a 1815 con un gran estilo Imperio.

### Hofkirche

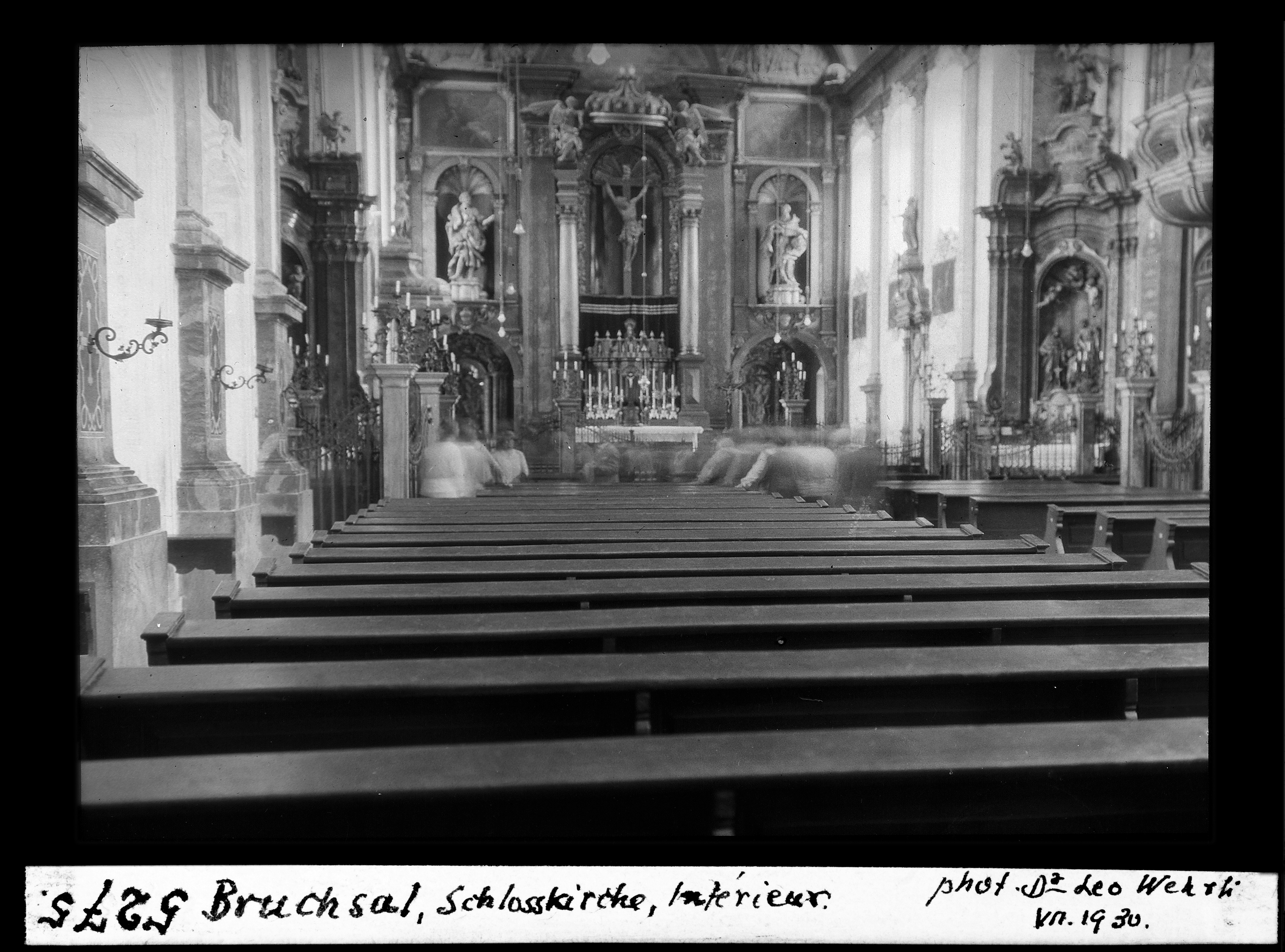
La Hofkirche en 1930

La Hofkirche está conectada con el ala izquierda del palacio por un pasillo estrecho. Fue diseñada por Balthasar Neumann en 1740 y pintado por Cosmas Damian Asam. Asam fue nombrado en 1728 tras la repentina muerte del pintor anteriormente contratado para crear el fresco, Antonio Gresta. A pesar de cierta animosidad de Damian Hugo hacia él, Asam pintó el techo con imágenes de los Santos Cosme y Damián y Hugo en tonos pasteles claros, impresionando al príncipe-obispo. La Hofkirche fue destruida en la Segunda Guerra Mundial y se construyó una nueva iglesia en su lugar, de 1960 a 1966, con el trabajo de Fritz Wotruba y HAP Grieshaber.
Nueve estatuillas de bronce de los Doce Apóstoles, hechas en Augsburgo alrededor de 1593, fueron recuperadas de los restos de la Hofkirche posteriores a 1945 y hoy se muestran en la capilla moderna.

### Ala norte
La sala de música de cámara, Kammermusiksaal, fue diseñada y decorada por Joachim Günther para August Philip de Limburg Stirum en 1776. La sala tenía originalmente dos pisos de altura, pero se colocó un techo falso durante la renovación de Günther. Sus paredes amarillas están cubiertas de un vibrante estuco neoclásico temprano de frisos florales y guirnaldas de instrumentos de viento. La Kammermusiksaal fue la primera sala importante del palacio que se restauró por completo, y se completó en 1955.

## Terrenos y jardines

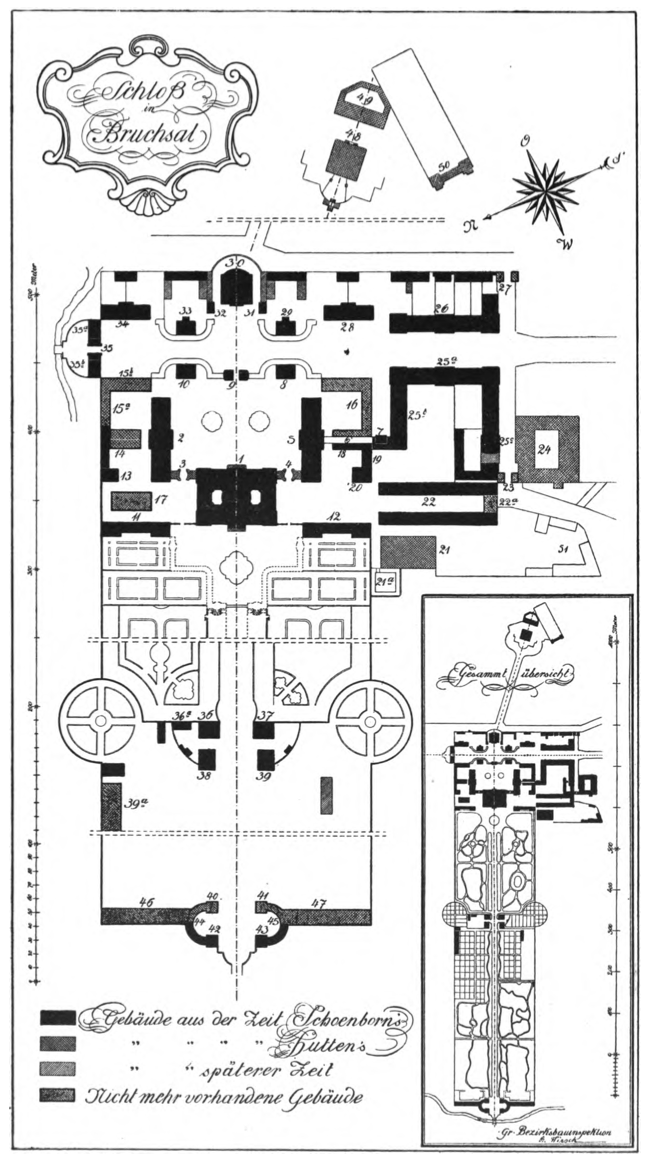
Planta de los terrenos del Palacio Bruchsal. El Ehrenhof está en el centro del mapa.

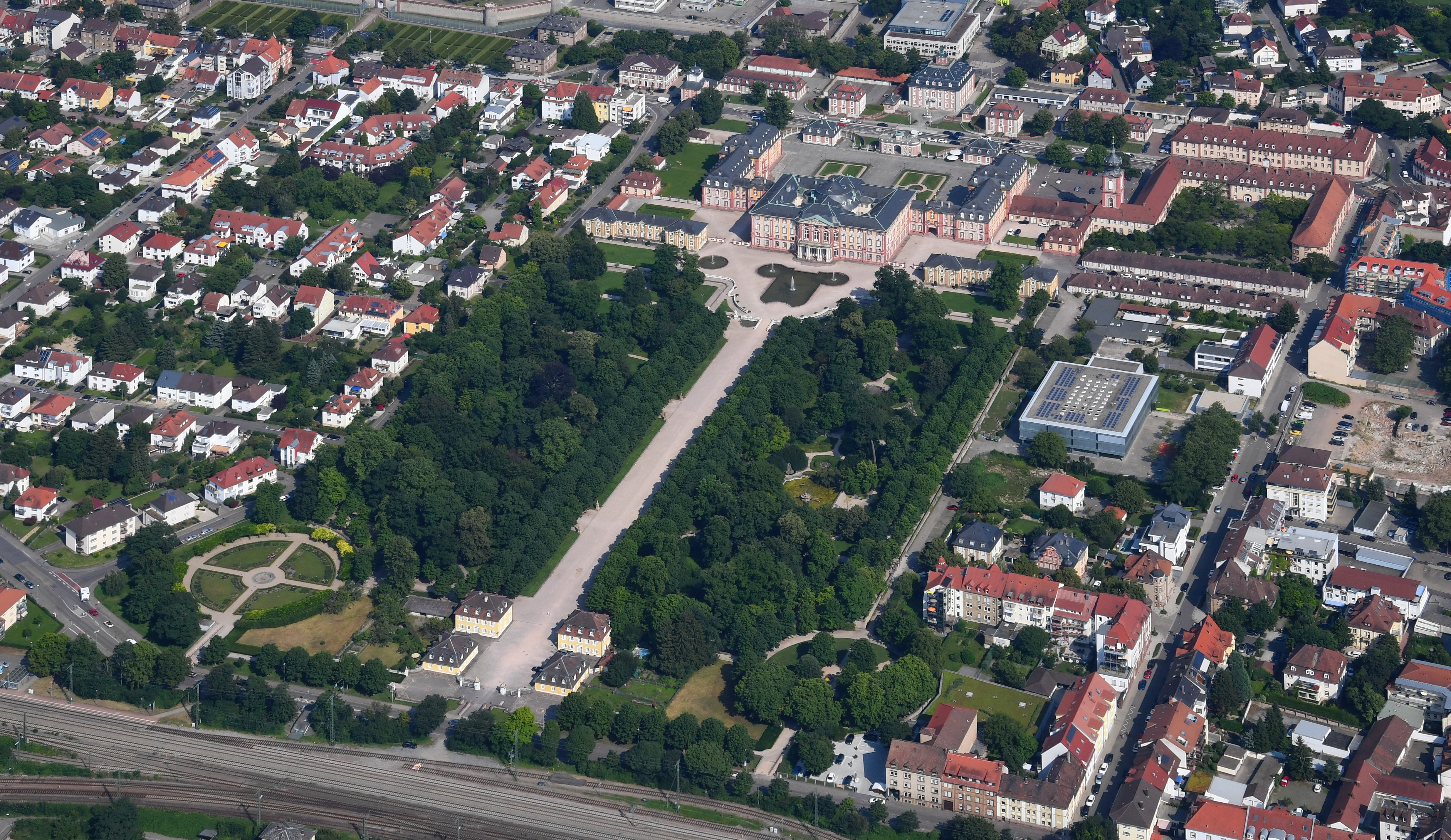
Vista aérea del palacio Bruchsal y del los jardines del palacio

En total, había 50 edificios en los terrenos del palacio Bruchsal. El área principal del palacio ocupa 5400 m². Está ubicado en el centro de los terrenos del palacio. Junto al edificio principal hay dos alas para la capilla del palacio y los apartamentos de los cortesanos del príncipe-obispo.
El plan original de Welsch para el complejo, descubierto en 2010 en la Biblioteca Nacional de Austria en Viena, donde tenía su sede Friedrich Karl, tenía una composición de tres alas similar a una planta de 1711 del palacio de Weißenstein de Johann Dientzenhofer. El proyecto original, con la excepción del corps de logis, sobrevivió en la edificación existente. Dispuso el complejo del palacio en ángulo recto con la carretera que va desde la puerta noreste de Bruchsal, a 300 m de distancia. Esa carretera, ahora llamada Schönbornstrasse, habría separado dos conjuntos de cuatro edificios idénticos.
Los jardines del palacio (Schlossgarten) se encuentran a lo largo de una avenida que corre hacia el noroeste llamada el Schlossraum. 49°07′47″N 8°35′42″E / 49.129856, 8.5948925  El Schlossraum está lleno de estatuas producidas en la década de 1750 por el taller de Joachim Günther que representan los elementos clásicos y las cuatro estaciones, mientras que otros cuatro "guardianes" se encuentran en el jardín inferior, cerca de las piscinas. El jardín en sí se diseñó por primera vez en 1723 y luego se duplicó su tamaño en 1728. Ese fue reemplazado en 1770 con un jardín paisajístico inglés. Una vía de ferrocarril construida en 1843 acortó la longitud desde 800 metros a solo 300 metros.
Frente a la cancillería (ahora el tribunal de distrito) se encuentra el Amalienbrunnen, erigido en 1911 y dedicado a Amalie von Baden. Se encuentra frente al Amtsgericht Bruchsal.
Los terrenos del palacio de Bruchsal se utilizan ocasionalmente para albergar festividades como un mercado navideño (Weihnachtsmarkt) y un festival anual , establecido en 2009.

### Museos
Los dos museos principales del palacio de Bruchsal son el Deutsches Musikautomaten-Museum (museo de la máquina de música alemana), mantenido por el Museo Estatal de Baden, y el Museo de Historia Municipal. El Deutsches Musikautomaten-Museum, fundado en 1984, expone unos 500 ejemplos de "máquinas musicales automáticas" de fabricación alemana, como una réplica del órgano del RMS Titanic, de los siglos XVII a XXI en tres plantas del palacio. Todos ellos se muestran en un escenario contemporáneo a su producción, destacando su lugar en la sociedad. Las grabaciones de audio de las diversas piezas de la colección están disponibles en el sitio web del Museo Estatal de Baden.
El Museo Municipal, en el tercer piso del palacio, traza la historia de Bruchsal desde el Neolítico hasta nuestros días. Los puntos focales son la historia del sistema penal en la ciudad y la destrucción de Bruchsal en la Segunda Guerra Mundial.
«Construido, destruido, resucitado» (Gebaut, Zerstört, Wiedererstanden) es una exposición permanente que documenta la destrucción del palacio de Bruchsal el 1 de marzo de 1945. Muestra piezas del palacio de antes de la guerra y fotografías en blanco y negro utilizadas para reconstruir sus interiores.
El lapidario, en el sótano de un edificio de conexión meridional, tiene esculturas de piedra del edificio residencial y de las edificaciones circundantes. Los ejemplos incluyen escudos de armas, puttis y enanos, capiteles y piezas de balaustrada.

### Gobierno federal y estatal de Baden-Wurtemberg (en alemán)
- «Findbuch 218». de. Consultado el 29 de septiembre de 2019.

- «Anfahrt». de. Archivado desde el original el 19 de julio de 2018. Consultado el 11 de julio de 2018.
- «Das Schloss und Der Garten». Staatliche Schlösser und Gärten Baden-Württemberg. Consultado el 11 de julio de 2018.
- «Die Gebäude». Staatliche Schlösser und Gärten Baden-Württemberg. Consultado el 11 de julio de 2018.
- «Das Erdgeschoss». Staatliche Schlösser und Gärten Baden-Württemberg. Consultado el 11 de julio de 2018.
- «Das Treppenhaus». Staatliche Schlösser und Gärten Baden-Württemberg. Consultado el 11 de julio de 2018.
- «Die Beletage». Staatliche Schlösser und Gärten Baden-Württemberg. Consultado el 9 de marzo de 2019. (enlace roto disponible en Internet Archive; véase el historial, la primera versión y la última).
- «Die Festäle». Staatliche Schlösser und Gärten Baden-Württemberg. Consultado el 11 de julio de 2018. (enlace roto disponible en Internet Archive; véase el historial, la primera versión y la última).
- «Das Südliche Staatsappartement». Staatliche Schlösser und Gärten Baden-Württemberg. Consultado el 11 de julio de 2018. (enlace roto disponible en Internet Archive; véase el historial, la primera versión y la última).
- «Das Nördliche Staatsappartement». Staatliche Schlösser und Gärten Baden-Württemberg. Consultado el 23 de marzo de 2019. (enlace roto disponible en Internet Archive; véase el historial, la primera versión y la última).
- «Fürstbischöfliche Privaträume». Staatliche Schlösser und Gärten Baden-Württemberg. Consultado el 24 de marzo de 2019.
- «Das Appartement der Amalie von Baden». Staatliche Schlösser und Gärten Baden-Württemberg. Consultado el 24 de marzo de 2019. (enlace roto disponible en Internet Archive; véase el historial, la primera versión y la última).
- «Die Hofkirche». Staatliche Schlösser und Gärten Baden-Württemberg. Consultado el 11 de julio de 2018.
- «Der Garten». Staatliche Schlösser und Gärten Baden-Württemberg. Consultado el 11 de julio de 2018.
- «Das Laubenzimmer». Staatliche Schlösser und Gärten Baden-Württemberg. Consultado el 11 de julio de 2018.
- «Das Deckenfresko». Staatliche Schlösser und Gärten Baden-Württemberg. Consultado el 11 de julio de 2018.
- «Der Kammermusiksaal». Staatliche Schlösser und Gärten Baden-Württemberg. Consultado el 11 de julio de 2018.
- «Tapisserien». Staatliche Schlösser und Gärten Baden-Württemberg. Consultado el 29 de enero de 2019.
- «Ausstellungen». Staatliche Schlösser und Gärten Baden-Württemberg. Consultado el 11 de julio de 2018.
- «Stilgeschichte». Staatliche Schlösser und Gärten Baden-Württemberg. Consultado el 11 de julio de 2018.
- «Damian Hugo von Schönborn». Staatliche Schlösser und Gärten Baden-Württemberg. Consultado el 30 de enero de 2019.
- «Franz Christoph von Hutten». Staatliche Schlösser und Gärten Baden-Württemberg. Consultado el 30 de enero de 2019.
- «Architeckt Balthasar Neumann». Staatliche Schlösser und Gärten Baden-Württemberg. Consultado el 30 de enero de 2019.
- «Säkularisation in Bruchsal». Staatliche Schlösser und Gärten Baden-Württemberg. Consultado el 11 de julio de 2018.
- «Das Ende der Monarchie». Staatliche Schlösser und Gärten Baden-Württemberg. Consultado el 30 de enero de 2019.
- «Zerstörung und Wiederaufbau». Staatliche Schlösser und Gärten Baden-Württemberg. Consultado el 11 de julio de 2018.
- «Mitterand und Kohl». Staatliche Schlösser und Gärten Baden-Württemberg. Consultado el 24 de marzo de 2019.

- «Schönborn und der Maler». Staatliche Schlösser und Gärten Baden-Württemberg. Consultado el 11 de julio de 2018.
- «Fürstliche Langeweile». Staatliche Schlösser und Gärten Baden-Württemberg. Consultado el 11 de julio de 2018.
- «Das Verlassene Schloss». Staatliche Schlösser und Gärten Baden-Württemberg. Consultado el 11 de julio de 2018.

Ciudad de Bruchsal (en alemán)
- «Städtisches Museum im Barockschloss Bruchsal». bruchsal.de. Archivado desde el original el 24 de agosto de 2021. Consultado el 10 de octubre de 2018.
- «Schloss Bruchsal». bruchsal.de. Archivado desde el original el 28 de noviembre de 2020. Consultado el 30 de enero de 2019.
- «DIGA - Die Gartenmesse». bruchsal.de. Archivado desde el original el 24 de agosto de 2021. Consultado el 29 de enero de 2019.

Museo estatal de Baden(en alemán)
- «Die Sammlungsausstellung: Deutsches Musikautomaten-Museum». Consultado el 10 de octubre de 2018.
- «Musikautomaten-Galerie». Archivado desde el original el 29 de abril de 2019. Consultado el 10 de octubre de 2018.
- «Die Titanic-Orgel». Archivado desde el original el 5 de abril de 2019. Consultado el 10 de octubre de 2018.
- «Förderverein». Consultado el 11 de octubre de 2018.

Barroco suralemán (en alemán)
- Bieri, Pius. «Residenz Bruchsal». Consultado el 11 de julio de 2018.
- Bieri, Pius. «Cosmas Damian Asam». Consultado el 12 de octubre de 2019.